# Capo Brewster

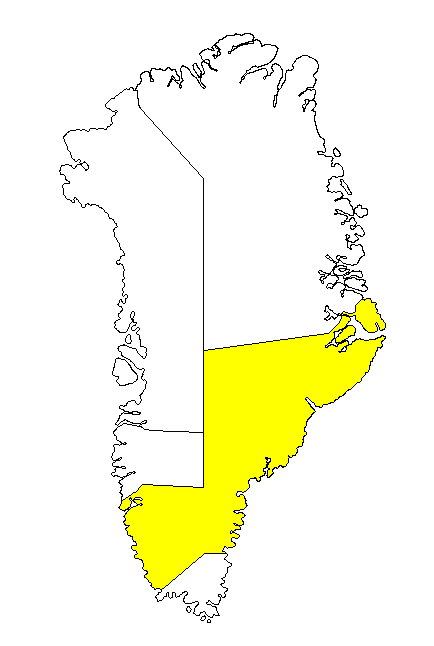
Comune di Sermersooq, dove si trova capo Brewster

Il capo Brewster (o Kap Brewster) è un capo della Groenlandia, situato sulla riva sud dell'imboccatura del fiordo di Scoresby Sund; divide lo Scoresby Sund a nord dallo stretto di Danimarca a sud. Fa parte del comune di Sermersooq, e si trova dall'altra parte del fiordo rispetto alla cittadina di Ittoqqortoormiit. In questa zona c'è una delle più grandi colonie di uccelli marini della costa est dell'isola e da qui si gode di una splendida vista.